# Marija pomagaj (album)
Marija pomagaj je drugi studijski album slovenske rock skupine Sokoli, izdan na vinilni plošči in na kaseti leta 1990 pri založbi Helidon.

## Seznam pesmi
Vse pesmi je napisal Peter Lovšin, razen kjer je to navedeno.
| Št. | Naslov                                      | Dolžina |
| --- | ------------------------------------------- | ------- |
| 1.  | „Čist nor‟                                  | 3:47    |
| 2.  | „Moja mama je strela‟ (Lovšin, Ivan Bekčič) | 4:05    |
| 3.  | „Marija pomagaj mi‟                         | 4:50    |
| 4.  | „Drugi svet‟                                | 5:40    |
| 5.  | „Istina‟                                    | 4:07    |
| 6.  | „Slika‟ (Lovšin, Bekčič, Dare Hočevar)      | 3:20    |
| 7.  | „Sirene‟ (Lovšin, Bekčič)                   | 3:42    |
| 8.  | „Prišel je čas‟ (Gregor Tomc, Lou Reed)     | 3:55    |
| 9.  | „Greh‟ (Lovšin, Bekčič)                     | 3:05    |

## Zasedba
Sokoli
- Peter Lovšin — vokal
- Ivan Bekčič — kitara, spremljevalni vokali
- Zvone Kukec — kitara, spremljevalni vokali, oblikovanje
- Dare Hočevar — bas kitara, spremljevalni vokali
- Šeki Gayton — bobni, spremljevalni vokali

Ostali
- Borut Činč — klaviature
- Mario Marolt — saksofon
- Aco Razbornik — tonski mojster
- Boris Bele — producent, urednik izdaje
- Borut Berden — asistent snemanja
- Andrej Trbuha — oblikovanje
- Tomaž Skale — fotografiranje